# Braeburn

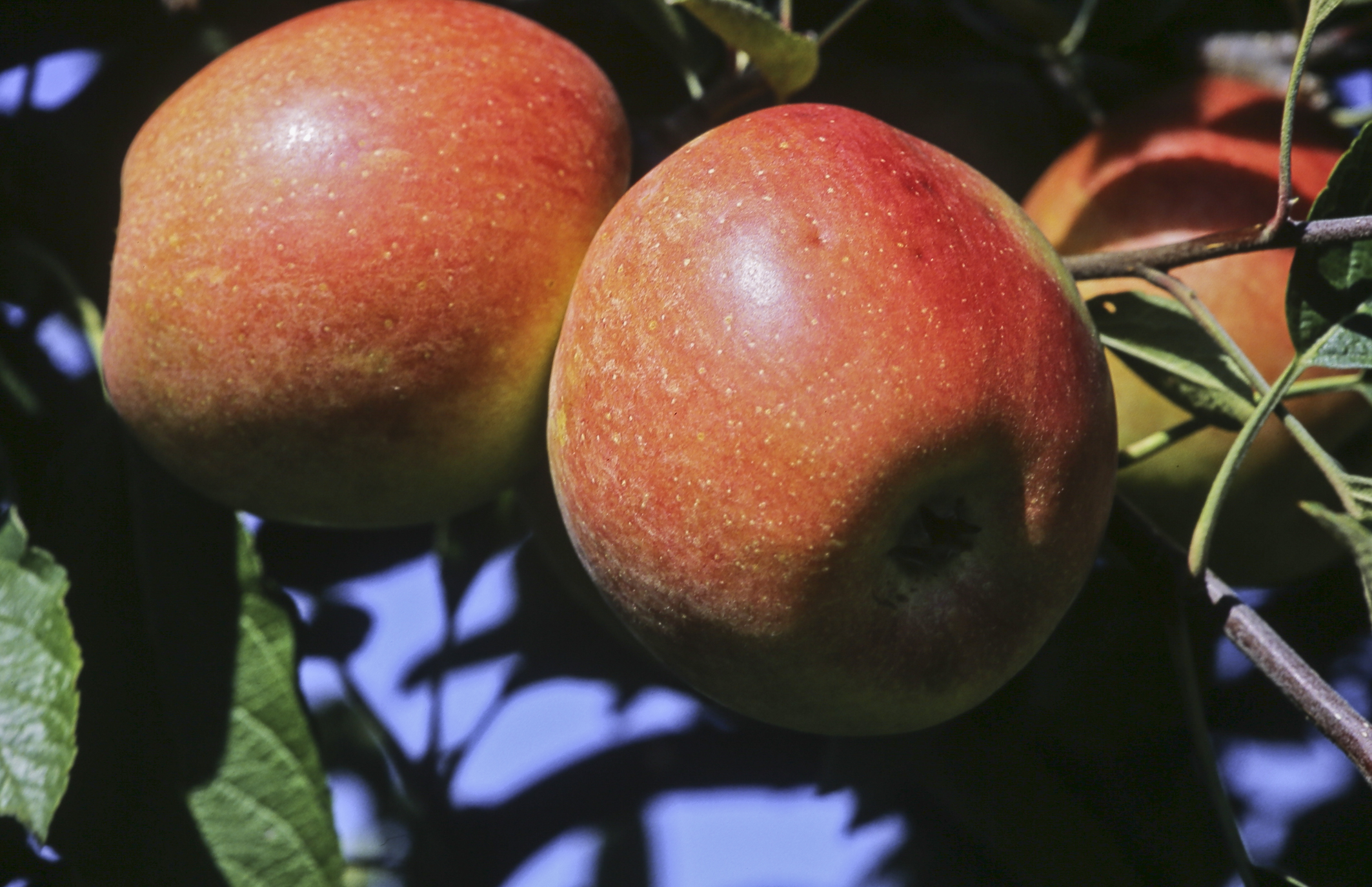
Owoce na drzewie

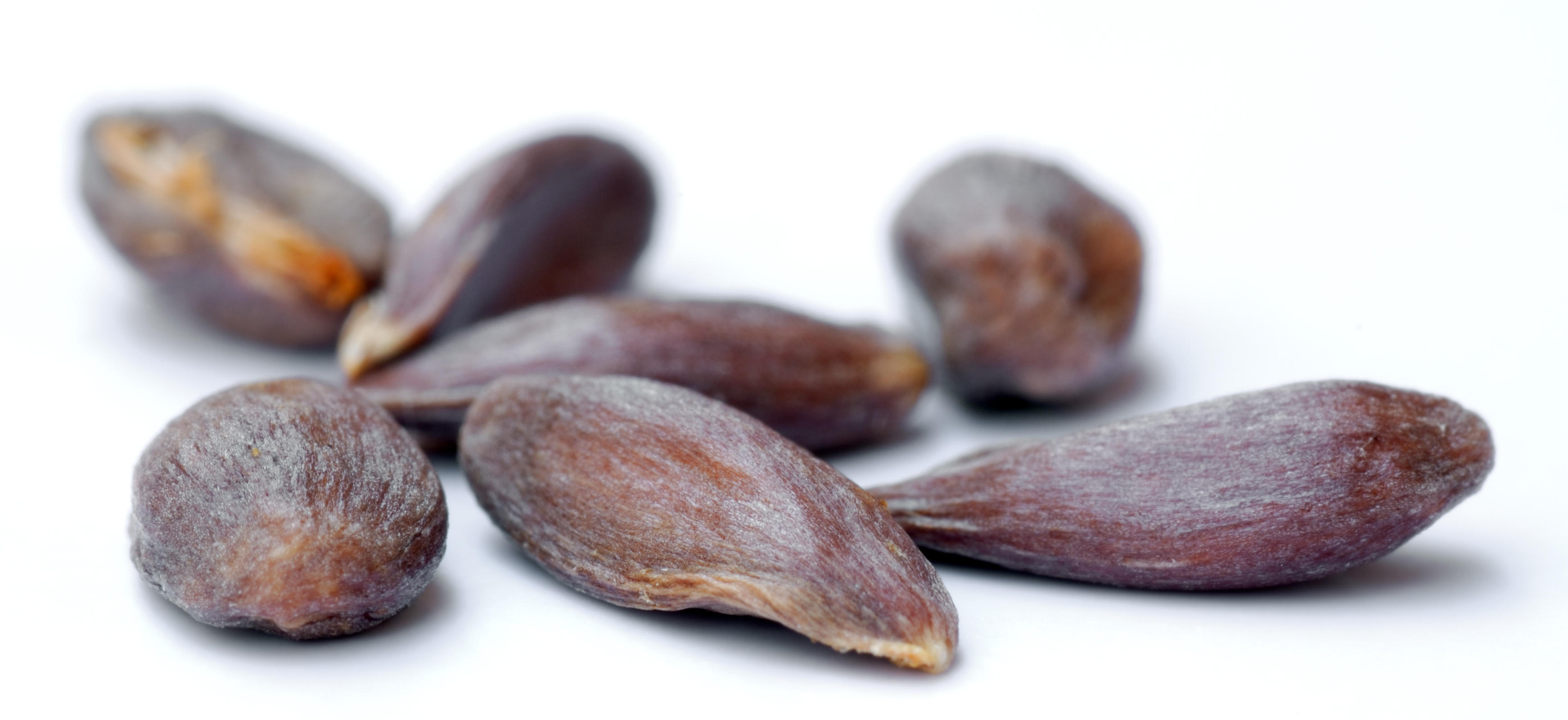
Pestki odmiany

Jabłoń domowa 'Braeburn' – odmiana uprawna (kultywar) jabłoni domowej (Malus domestica 'Braeburn').

## Historia
Kultywar pochodzi od przypadkowej siewki jabłoni Lady Hamilton, która rosła w żywopłocie otaczającym pole. Odnalazł ją w 1952 farmer O. Moran w okolicy miejscowości Motueka na Nowej Zelandii. Drzewko miało wówczas około 20 lat. Nazwa pochodzi od szkółki Braeburn, położonej w okolicy Motueka. Krzyżowanie wykonano w 1938 w Upper Moutere. Do Europy dotarła w latach 80. XX wieku. Niedługo potem stała się istotną odmianą towarową. Jest bardzo popularna na Nowej Zelandii i lubiana w USA. W Niemczech stanowi podstawę palety jabłek w hurcie. W Polsce niewielu sadowników zdecydowało się na uprawę tego kultywaru.
W Instytucie Ogrodnictwa w Skierniewicach otrzymano w wyniku krzyżowania odmian ‘Braeburn’ x ‘Pinova’ nowy kultywar: ‘Pink Braeburn’ (klon o numerze hodowlanym J-9805-03).

## Drzewo
Drzewo jest średnio silne, z rozłożystą koroną. Pędy są jednoroczne, o średniej grubości i średnio długich międzywęźlach, omszone. Kora jest wiśniowobrązowa.

## Owoce
Owoce rodzi średniej wielkości albo duże, w kształcie jajowate, zmienne (około 7–8 cm średnicy). Skórka jest zielonkawożółta, błyszcząca, w dużej części pokryta ciemniejszymi cętkami. Miąższ jest jasnokremowy, mocno jędrny, soczysty i słodkawy, z nutą malinową. Zbiory odbywają się w październiku i listopadzie (dziesięć dni po Golden Delicious). Owoce w chłodniach utrzymują dobrą jakość do maja, jednak w zwykłych piwnicach trudno je przechowywać dłużej niż do grudnia, gdyż są wrażliwe na choroby przechowalnicze.
Odmiana nadaje się do spożycia na surowo, a także m.in. do sałatek, na dżemy i susz, na marmolady, galaretki i soki.